# José Calderón
José Manuel Calderón Borrallo (ur. 28 września 1981 w Villanueva de la Serena) – hiszpański koszykarz, występujący na pozycji rozgrywającego. Trzykrotny medalista olimpijski (srebrny w 2008 i 2012, brązowy w 2016), mistrz świata (2006) oraz Europy (2011). W 2018 był członkiem zespołu Cleveland Cavaliers, który dotarł do finałów NBA (tam porażka 4:0 z Golden State Warriors).
W trwającej dwadzieścia lat zawodowej karierze przez szesnaście sezonów występował w lidze NBA, w tym połowę z nich spędził w barwach Toronto Raptors. Z klubem tym dwukrotnie docierał do fazy play-off. Po odejściu z Raptors do Detroit Pistons w trakcie sezonu 2012/2013 zmieniał zespół jeszcze sześciokrotnie. W tym czasie tylko raz pozostawał zawodnikiem tego samego klubu w dwóch kolejnych sezonach (New York Knicks w sezonach 2014/2015 i 2015/2016). Przed występami w NBA przez pięć sezonów był zawodnikiem drużyn występujących w Lidze ACB. 4 listopada 2019 zakończył karierę koszykarską.
W czasie jej trwania wielokrotnie angażował się w działalność UNICEF. Jest też jednym z kilku koszykarzy, którzy uzyskali tytuł ambasadora dobrej woli tej organizacji. Po zakończeniu kariery podjął pracę jako specjalny asystent dyrektora wykonawczego Związku Zawodowego Koszykarzy NBA.

## Życiorys

### Początki
José Manuel Calderón Borrallo urodził się 28 września 1981 w Villanueva de la Serena jako syn koszykarza José Calderóna (występował m.in. w Doncel C.P. La Serena w drugiej lidze hiszpańskiej) i Loli Borrallo. Treningi koszykarskie rozpoczynał w Doncel C.P. La Serena – tym samym, w którym występował jego ojciec. W wieku 13 lat dołączył do szkółki koszykarskiej Saski Baskonia, wyprowadzając się z rodzinnego domu do Vitorii. W klubie tym pozostał do końca etapu juniorskiego. W 1998 był członkiem reprezentacji Hiszpanii, która zdobyła mistrzostwo Europy do lat 18. Wystąpił w 7 z 8 spotkań (zabrakło go w składzie na finał z reprezentacją Chorwacji), jednak przez cały turniej rozegrał tylko 79 minut, nie odgrywając bardziej znaczącej roli.
Rok później rozpoczynał zawodową karierę w barwach drugoligowego klubu CB Lucentum Alicante, z którym awansował do Ligi ACB. W 2000 zdobył wraz z reprezentacją Hiszpanii brązowy medal mistrzostw Europy do lat 20. W ciągu całego turnieju zanotował w 8 meczach 39 punktów, 4 asysty i 8 przechwytów, ale też 10 strat i 22 faule.
W swoim pierwszym sezonie w Lidze ACB wystąpił w 34 meczach, w których średnio występował przez 25,3 minuty oraz zdobywał 8,6 punktu na mecz. Drużyna z Alicante zajęła jednak przedostatnie miejsce w tabeli i tym samym, po roku gry w najwyższej klasie rozgrywek koszykarskich w Hiszpanii, spadła do II ligi.
W kolejnym sezonie, tj. 2001/2002, Calderón został zawodnikiem występującego w Lidze ACB klubu Baloncesto Fuenlabrada, z którym po raz pierwszy w karierze awansował do fazy play-off. Odpadli jednak w pierwszej rundzie po trzech porażkach z zespołem Baloncesto Málaga. W pierwszym meczu serii rozgrywanym 14 maja 2002 Calderón zdobył 24 punkty, ustanawiając rekord swojej kariery w liczbie zdobytych punktów w jednym meczu fazy play-off, który pobił dopiero 1 maja 2007 w wygranym przez Toronto Raptors meczu pierwszej rundy play-off przeciwko New Jersey Nets (zdobył wówczas 25 punktów).

### 2002–2005
W 2002 został powołany do seniorskiej reprezentacji Hiszpanii na Mistrzostwa Świata w Stanach Zjednoczonych. Wystąpił w 6 z 8 meczów, rozgrywając łącznie tylko 39 minut. Hiszpanie zajęli zaś 5. miejsce, pokonując w rywalizacji o nie reprezentację Stanów Zjednoczonych 81:75.
W tym samym roku powrócił do klubu Saski Baskonia. W sezonie zasadniczym Ligi ACB 2002/2003 wystąpił w 32 meczach, w których rozgrywał średnio 19,5 minuty na mecz, a w fazie play-off w 5 meczach, ze średnimi 13 punktów na mecz i 29 minut na boisku. Zadebiutował wówczas także w Eurolidze, gdzie wystąpił w 17 spotkaniach. Po zakończeniu sezonu zgłosił się do draftu NBA, w którym jednak nie został wybrany.
We wrześniu 2003 zdobył z reprezentacją Hiszpanii srebrny medal mistrzostw Europy, po tym jak przegrali w finale z reprezentacją Litwy 93:84. Calderón zaś był piątym najlepszym punktującym i drugim najlepszym asystującym wicemistrzów Europy.
W kolejnym sezonie Ligi ACB wystąpił w 33 meczach sezonu regularnego, który Saski Baskonia zakończyła na pierwszym miejscu w tabeli, a także w 8 fazy play-off. W fazie tej zespół Calderóna odpadł jednak w półfinale z CB Estudiantes. Triumfowali zaś w Pucharze Króla, po tym jak pokonali w finale Joventut Badalona 81:77. W Eurolidze natomiast dotarli do fazy Top 16, gdzie odpadli po zajęciu 2 miejsca w grupie. W rozgrywkach tych Calderón wystąpił w 19 meczach, w których zdobywał średnio 7,2 punktu na mecz.
Podczas Letnich Igrzysk Olimpijskich 2004 pełnił on funkcję kapitana reprezentacji Hiszpanii, która, po tym jak przegrała w ćwierćfinale z reprezentacją Stanów Zjednoczonych, zajęła ostatecznie 7. miejsce. Calderón wystąpił we wszystkich spotkaniach, trzykrotnie zdobywając 15 lub więcej punktów.
Sezon regularny 2004/2005 był najlepszym pod względem statystycznym w karierze Calderóna w Lidze ACB. Wystąpił on w 31 meczach, w których zdobywał średnio 13,3 punktu oraz 3,1 asysty na mecz. W fazie play-off Saski Baskonia dotarli do finału, w którym przegrali po pięciu meczach z Realem Madryt. W rozgrywkach Euroligi drużyna Calderóna również awansowała do finału, po tym jak sprawili niespodziankę pokonując w półfinale CSKA Moskwa. W finale ulegli oni jednak broniącej tytułu drużynie Maccabi Tel Awiw. Calderón zdobył wówczas 16 punktów, trafiając 6 z 12 rzutów z gry, oraz miał 4 zbiórki. W całych rozgrywkach wystąpił zaś w 22 spotkaniach, w których notował średnio 11,6 punktu oraz 3,4 asysty na mecz.

### 2005–2013

#### Pierwszy kontrakt w NBA (2005–2008)
W letniej przerwie przed sezonem 2005/2006 Calderón trafił do NBA. 3 sierpnia 2005 podpisał on bowiem trzyletnią umowę z Toronto Raptors opiewającą na niemal 7 milionów dolarów. W swych debiutanckich rozgrywkach wystąpił w 64 meczach, z czego w 11 w pierwszej piątce. Wchodząc głównie z ławki rezerwowych zdobywał średnio 5,5 punktu, 2,2 zbiórki oraz 4,5 asysty na mecz, co czyniło go drugim najlepszym zawodnikiem zespołu w tej kategorii statystycznej (po pierwszym rozgrywającym Mike'u Jamesie). Raptors zakończyli zaś sezon na 12. miejscu w Konferencji Wschodniej i w rezultacie nie zakwalifikowali się do fazy play-off.
Po zakończeniu sezonu Calderón był członkiem reprezentacji Hiszpanii na rozgrywane w dniach 19 sierpnia–3 września 2006 mistrzostwa świata w Japonii. W fazie grupowej wygrali oni wszystkie spotkania, awansując tym samym z pierwszego miejsca do 1/8 finału. W meczu fazy grupowej wygranym przez Hiszpanię 92–71, Calderón zaliczył swój najlepszy występ turnieju. Zdobył wtedy bowiem 20 punktów (trafiając 8/9 rzutów z gry, w tym 2/3 za trzy, oraz 2/2 rzutów wolnych) oraz miał 6 asyst, będąc jednocześnie najlepszym punktującym i asystującym zarówno zespołu, jak i całego spotkania. W 1/8 finału Hiszpanie pokonali reprezentację Serbii i Czarnogóry 87:75, a Calderón ponownie był najlepszym asystującym zespołu oraz meczu. W kolejnych meczach hiszpańska drużyna narodowa zwyciężała odpowiednio z Litwą (89:67), i Argentyną (75:74), po czym awansowała do finału. W finale Calderón trafił tylko 2 z 7 rzutów z gry, jednak Hiszpanie wygrali 70:47, zdobywając tym samym tytuł mistrzów świata.

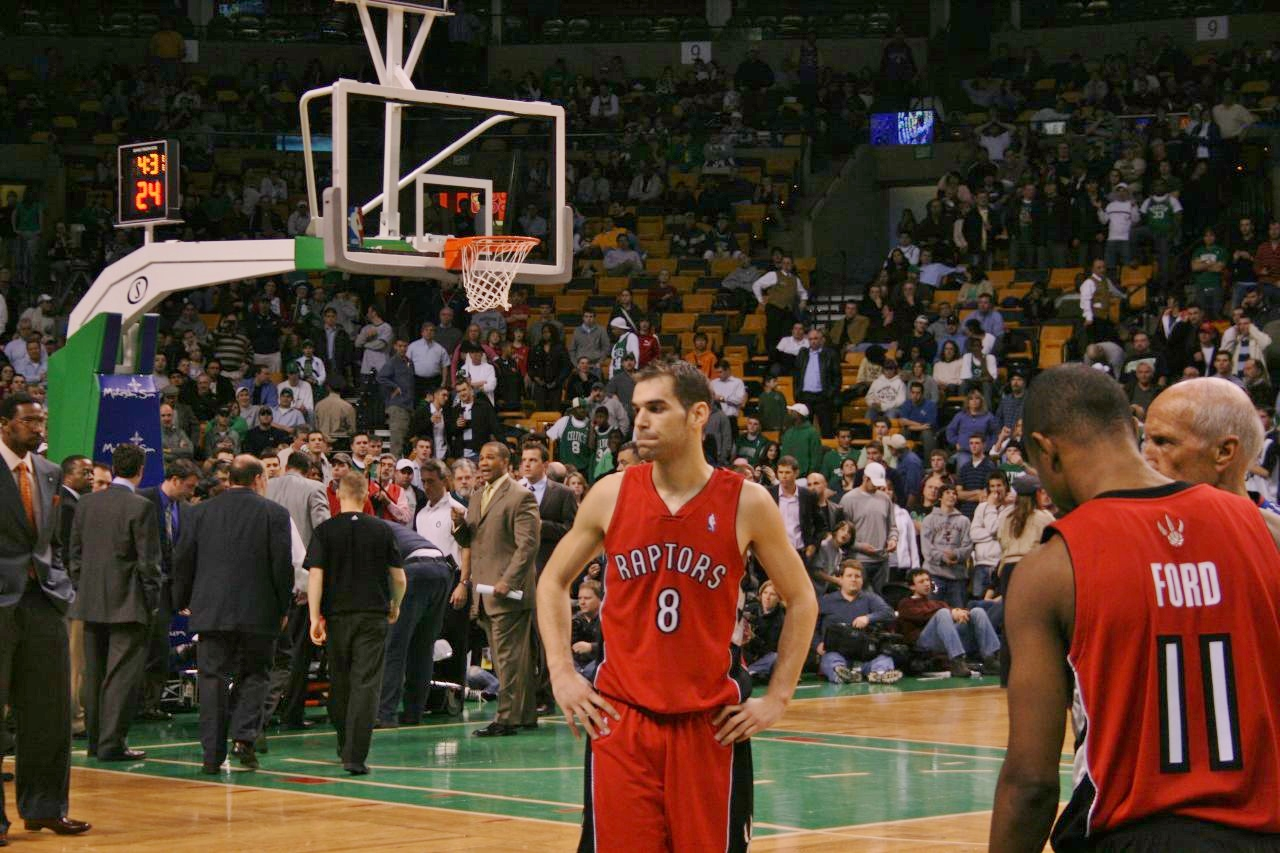
Calderón (na środku) podczas meczu z Boston Celtics w 2007

W sezonie 2006/2007 – swoim drugim w NBA – Calderón pełnił rolę zmiennika T.J.'a Forda, którego Raptors pozyskali na mocy wymiany dokonanej po zakończeniu poprzednich rozgrywek z Milwaukee Bucks. Na skutek tego tylko 11 spośród wszystkich 77 rozegranych przez niego meczów rozpoczynał w pierwszej piątce zespołu. Średnio zaś zdobywał 8,7 punktu oraz 5 asyst na mecz, ponownie będąc drugim najlepszym asystującym zespołu (tym razem za wspomnianym Fordem). Raptors zaś zajęli pierwsze miejsce w Dywizji Atlantyckiej i zarazem trzecie w Konferencji Wschodniej, dzięki czemu awansowali do fazy play-off. Odpadli jednak w jej pierwszej rundzie, ulegając New Jersey Nets 4–2 w meczach. Calderón wystąpił we wszystkich spotkaniach serii, w której, zdobywając średnio 13 punktów i 5,3 asysty na mecz, był czwartym najlepszym punktującym i najlepszym asystującym zespołu.
Latem 2007 Calderón jako członek reprezentacji Hiszpanii brał udział w rozgrywanych w Hiszpanii mistrzostwach Europy. Wystąpił wówczas we wszystkich spotkaniach rozgrywanych przez swój zespół, będąc jego drugim najlepszym punktującym i najlepszym asystującym ze średnimi 12,3 punktu i 2,6 asysty na mecz. W rozgrywkach tych drużyna narodowa Hiszpanii dotarła do finału, gdzie przegrała jednak z Rosją 60:59.
Na początku sezonu regularnego 2007/2008 Calderón ponownie był rezerwowym. Sytuacja ta zmieniła się kiedy w meczu z Dallas Mavericks T.J. Ford doznał kontuzji. W ośmiu kolejnych spotkaniach to Calderón zaczynał mecz w pierwszej piątce, w czterech z nich notując przy tym double-double. Ford wrócił do pierwszego składu w przegranym przez Raptors 112:84 meczu z Boston Celtics, jednak tylko na 3 spotkania. W starciu z Atlantą Hawks bowiem ponownie doznał kontuzji, na skutek czego Calderón stał się pierwszym rozgrywającym Raptors na kolejne 46 spotkań. Ford powrócił do gry na początku lutego, będącym jednak rezerwowym przez prawie dwa kolejne miesiące. Rozdzielenie roli obu zawodników stało się wówczas problematyczne, gdyż obaj liczyli na miejsce w pierwszej piątce. W maju 2008 pojawiły się informacje medialne, że Raptors zamierzają dokonać wymiany z udziałem Forda. Do wymiany tej doszło ostatecznie po zakończeniu sezonu.
Sezon regularny Raptors zakończyli na 2. miejscu w Dywizji Atlantyckiej i 6 w Konferencji Wschodniej, awansując tym samym do fazy play-off. W owym sezonie Calderón wystąpił we wszystkich 82 meczach, zdobywając średnio 11,3 punktu, 8,3 asysty oraz 1,1 przechwytu na mecz. Był przy tym piątym najlepszym asystującym ligi, a także najlepszym zawodnikiem w statystyce asyst do strat. Zanotował także średnie skuteczności trafionych rzutów powyżej 50% z gry, 40% za trzy punkty i 90% rzutów wolnych, jednak nie został zaliczony do 50-40-90 Club ze względu na zbyt małą liczbę oddanych rzutów wolnych.
Z fazy play-off Raptors odpadli już w pierwszej rundzie, po tym jak przegrali z Orlando Magic 4–1 w meczach. Calderón wystąpił we wszystkich meczach serii, za każdym razem wchodząc jednak z ławki rezerwowych.

#### Wicemistrzostwo olimpijskie i sezony bez awansu do fazy play-off (2008–2010)

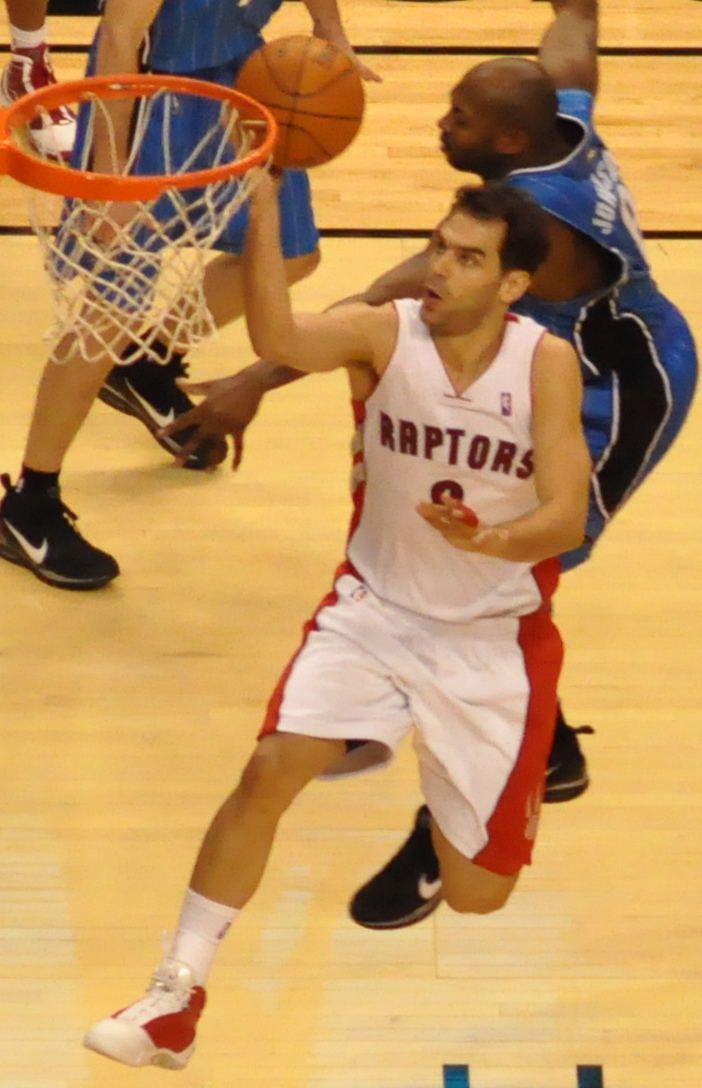
Calderón w 2009

Po zakończeniu sezonu 2007/2008 umowa Calderóna wygasła i stał się on zastrzeżonym wolnym agentem. 9 lipca 2008 Raptors ogłosili, że zawarli z nim nową umowę, na mocy której zarobił łącznie 45 milionów dolarów w pięciu kolejnych sezonach. Tego samego dnia wymienili oni także T.J.'a Forda do Indiany Pacers.
W sierpniu zaś był członkiem reprezentacji Hiszpanii na rozgrywanych w Pekinie Letnich Igrzyskach Olimpijskich. Calderón wystąpił w 6 pierwszych meczach swojej drużyny, nie grał zaś w meczu półfinałowym i w finale. Ostatecznie Hiszpanie zdobyli srebrny medal, po tym jak przegrali w meczu o mistrzostwo olimpijskie z reprezentacją Stanów Zjednoczonych 118:107.
Sezon 2008/2009 Calderón rozpoczął już jako zawodnik pierwszej piątki (wyszedł w niej we wszystkich spotkaniach sezonu). Do 17 meczu rozgrywek (przeciwko Denver Nuggets) Raptors przystępowali z bilansem 8 zwycięstw i 8 porażek. Spotkanie to przegrali 39 punktami (132:93), czego skutkiem było zwolnienie głównego trenera drużyny – Sama Mitchella. Zastąpił go jego dotychczasowy asystent – Jay Triano, który stał się tym samym pierwszym kanadyjskim trenerem w historii NBA. Na początku drugiej kwarty rozgrywanego 2 stycznia 2009 meczu pomiędzy Raptors a Houston Rockets Calderón doznał kontuzji. Na jej skutek opuścił on 10 z 11 kolejnych spotkań, wracając ostatecznie do gry dopiero 23 stycznia. W wygranym wówczas przez Raptors 114:94 meczu przeciwko Chicago Bulls Calderón zdobył on 23 punkty (trafił 9 z 10 rzutów z gry) i miał 10 asyst. Trafił także wszystkie 4 oddawane rzuty wolne, przedłużając swoją serię bez niecelnego rzutu do 84. Zakończyła się ona na 87 trafionych z rzędu rzutach wolnych, po tym jak spudłował jeden z rzutów w meczu z Milwaukee Bucks. Seria ta była drugą najdłuższą w historii NBA.
W rozgrywanym 13 marca 2009 spotkaniu z Detroit Pistons zanotował 8 kończących podań, stając się tym samym – z liczbą 1795 – rekordzistą w liczbie asyst w historii Toronto Raptors (wyprzedził Alvina Williamsa). 29 marca Calderón zaś zanotował 19 asyst, wyrównując tym samym rekord Raptors w ich liczbie w jednym meczu.
Raptors, kończąc sezon z bilansem 33–49, zajęli 13. miejsce w Konferencji Wschodniej i nie awansowali do fazy play-off. Dla Calderóna był to jednak najlepszy sezon w karierze pod względem statystycznym. Zdobywał on wówczas średnio 12,8 punktu, 8,9 asysty, 2,9 zbiórki, a także 1,1 przechwytu na mecz, trafiając przy tym 98,1 procenta rzutów wolnych. W tej statystyce ustanowił on wówczas rekord NBA (przez cały sezon trafił 151 ze 154 rzutów wolnych). Oprócz liderowania w lidze w skuteczności na linii osobistych, Calderóna był wówczas także najlepszym asystującym Konferencji Wschodniej oraz drugim najlepszym zawodnikiem w całej lidze we wskaźniku asyst do strat. Po zakończeniu rozgrywek z powodu kontuzji nie wziął on udziału w mistrzostwach Europy 2009.
W czasie trwania wolnej agentury przed sezonem 2009/2010 Raptors podpisali umowę z rozgrywającym Jarrettem Jackiem, który w poprzednich rozgrywkach występował w Indianie Pacers. Tam też wygrał rywalizację o miejsce w pierwszej piątce z T.J.em Fordem, jednak w Raptors miał on pełnić funkcję zmiennika Calderóna. Tak też było na początku sezonu. W pierwszych 22 meczach sezonu to Calderón wychodził w pierwszym składzie. Sytuacja ta zmieniła się jednak kiedy w rozgrywanym 5 grudnia 2009 meczu z Chicago Bulls, w którym z powodu urazu rozegrał on tylko 18 minut. Do gry wrócił 11 grudnia w meczu z Atlantą Hawks. Rozegrawszy wówczas tylko 7 minut był on jednak zmuszony opuścić boisko, gdyż doznana kilka dni wcześniej kontuzja tylko się nasiliła. Po wyleczeniu kontuzji, Calderón powrócił do gry 6 stycznia 2010, występując w meczu z Orlando Magic. Utracił on wówczas miejsce w pierwszej piątce na rzecz Jacka, odzyskawszy je jednak w połowie marca. Od tego czasu, w ostatnich 16 meczach rozgrywek to Calderón był ponownie pierwszym rozgrywającym Raptors. W końcówce sezonu klub z Toronto rywalizował z Chicago Bulls o 8. miejsce w Konferencji Wschodniej (ostatnie dające awans do fazy play-off). Raptors przegrali jednak pięć z ośmiu ostatnich meczów. Zakończyli tym samym rozgrywki z bilansem 40 zwycięstw i 42 porażek, na skutek czego nie awansowali do fazy play-off (Bulls mieli bilans 41–41). Dla Calderóna pod względem statystycznym był to sezon gorszy od poprzednich dwóch. Zdobywał średnio 10,3 punktu oraz 5,3 asysty na mecz, trafiając przy tym 79,3 procenta rzutów wolnych.

#### Pierwszy rozgrywający przebudowujących się Raptors (2010–2013)

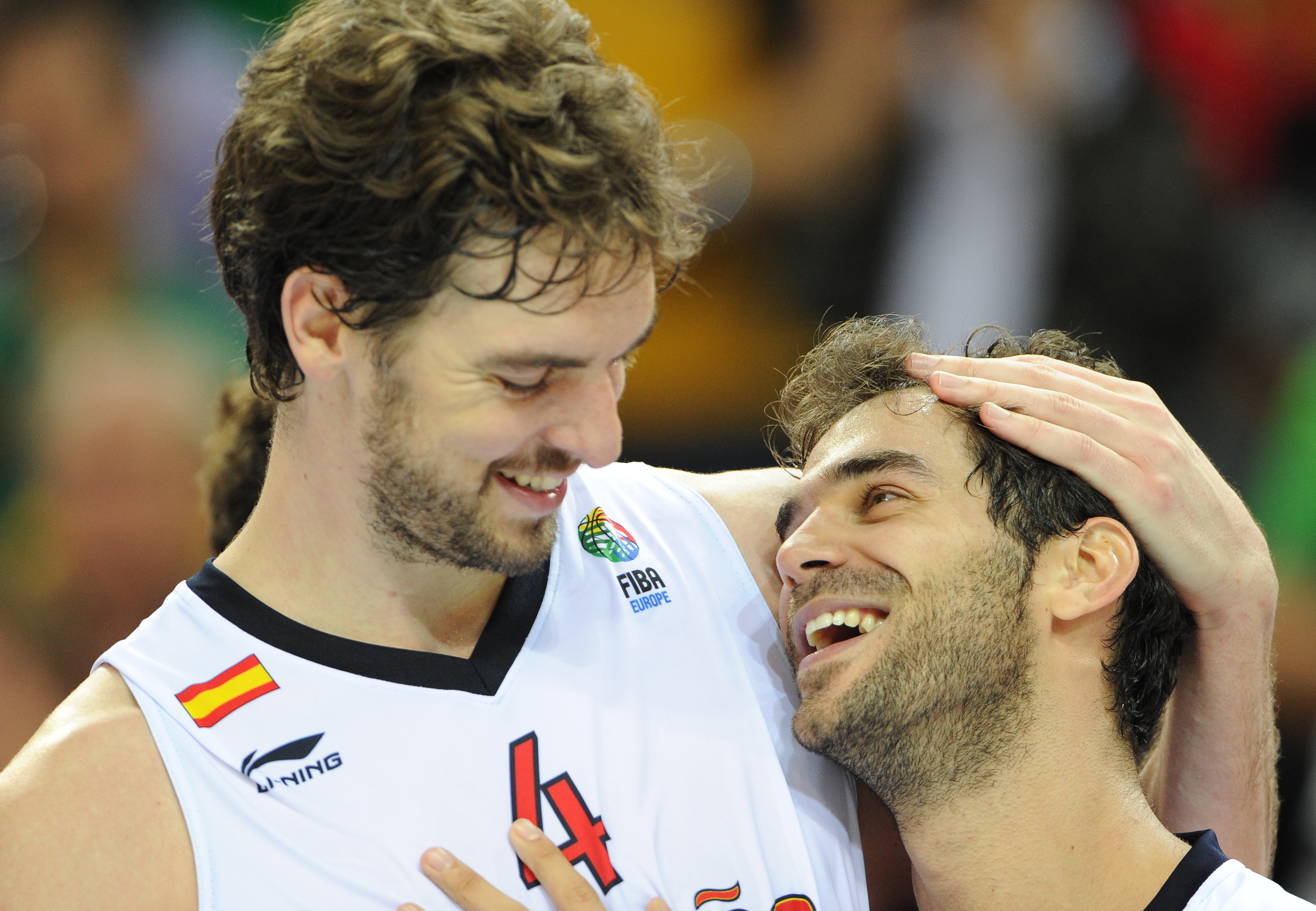
Calderón (z prawej) wraz z Pau Gasolem (z lewej)

Przed sezonem 2010/2011 Raptors rozpoczęli przebudowę. Z klubu do Miami Heat zw wykorzystaniem transakcji sign and trade wymieniono za dwa wybory w pierwszej rundzie draftu 2011 Chrisa Bosha. Kilka dni później do Phoenix Suns trafił także Hedo Türkoğlu. Na początku sezonu Calderón stracił miejsce w pierwszej piątce na rzecz Jarretta Jacka, jednak pod koniec listopada 2010 Raptors wymienili go do New Orleans Hornets. Od tego momentu to Calderón był pierwszym rozgrywającym Raptors we wszystkich meczach, w których w sezonie tym występował. Z bilansem 22 zwycięstw i 60 porażek drużyna z Toronto zakończyła jednak sezon na ostatnim miejscu w Dywizji Atlantyckiej i na przedostatnim w Konferencji Wschodniej. Calderón przez cały sezon dwadzieścia pięć razy notował 10 i więcej asyst, wyrównując ostatecznie swoją najlepszą średnią w liczbie kończących podań na mecz (8,9). Był przy tym piątym najlepszym asystującym ligi. W czerwcu 2011 zaś doszło w Raptors do zmiany na stanowisku trenera – Jaya Triano zastąpił Dwane Casey.
Po zakończeniu sezonu Calderón był członkiem reprezentacji Hiszpanii zdobyła odbywających się na przełomie sierpnia i września mistrzostwach Europy. W przeciągu całego turnieju wystąpił we wszystkich spotkaniach swojej drużyny, zdobywając średnio 5,9 punktu, 3,2 zbiórki i 2,7 asysty. Hiszpanie zaś zdobyli tytuł mistrzowski, po tym jak pokonali w finale reprezentację Francji 98:85. W spotkaniu tym Calderón zdobył 17 punktów, będąc drugim najlepszym punktującym reprezentacji Hiszpanii.
W sezonie regularnym NBA 2011/2012 Calderón ponownie był podstawowym rozgrywającym Raptors. W odbywającym się 12 lutego 2012 meczu przeciwko Los Angeles Lakers Calderón trafił 13 z 18 rzutów z gry i wszystkie 4 z linii rzutów wolnych, zdobywając najwięcej punktów przeciągu całej kariery – 30. W całym sezonie 22 razy notował on 10 lub więcej asyst, zajmując też czwarte miejsce w klasyfikacji statystycznej średniej asyst na mecz. Był także najlepszym zawodnikiem ligi we współczynniku asyst do strat. Raptors zaś rozpoczęli sezon od 14 porażek w pierwszych 20 meczach, kończąc skrócone z powodu lokautu rozgrywki z bilansem 23–43, na 11. miejscu w Konferencji Wschodniej.

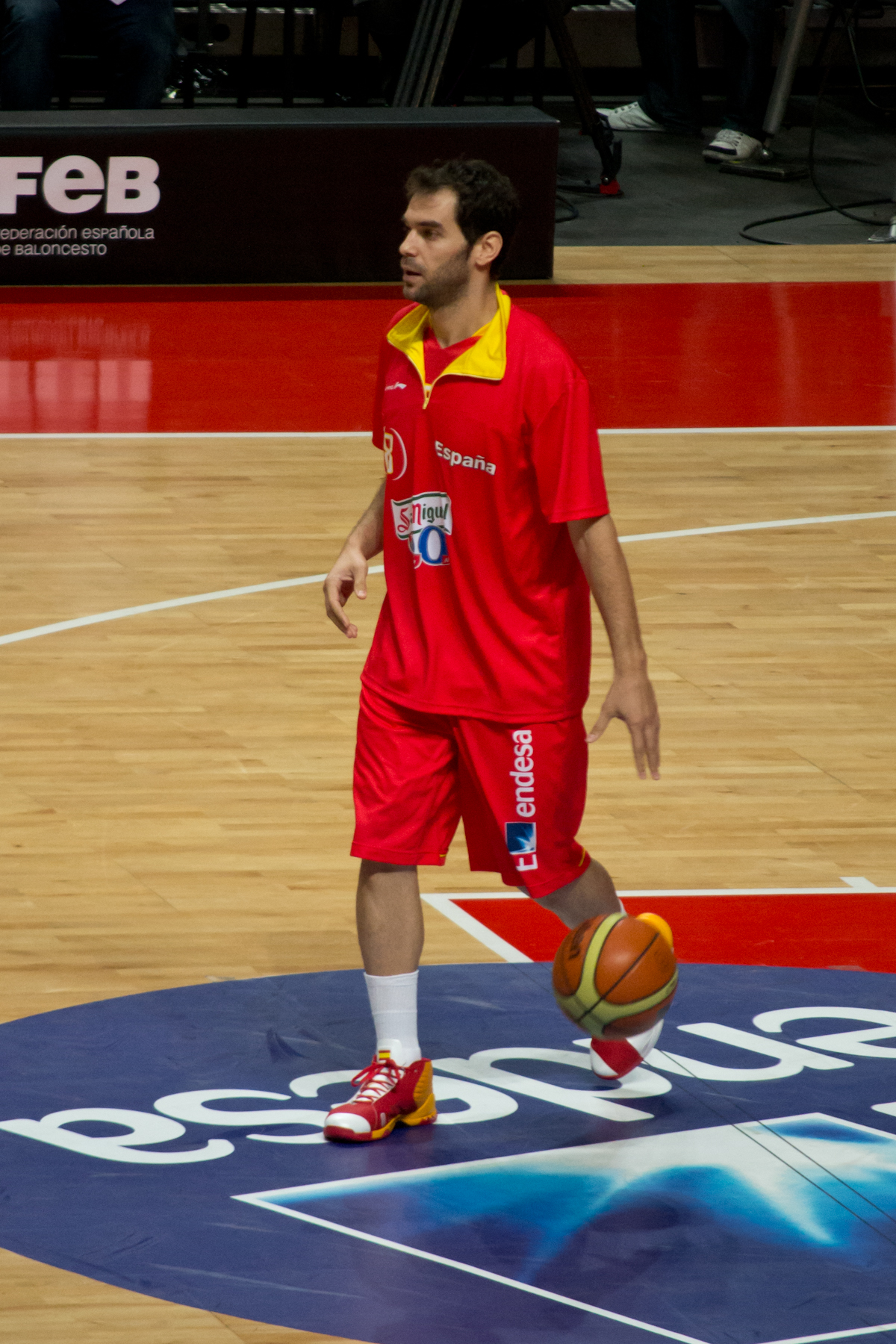
Calderón w barwach reprezentacji Hiszpanii w 2012

W okresie wolnej agentury 2012, a dokładniej 11 lipca, Raptors pozyskali z Houston Rockets rozgrywającego Kyle'a Lowry'ego, dla którego Calderón w nadchodzącym sezonie miał być zmiennikiem.
Na przełomie lipca i sierpnia 2012 Calderón wziął udział jako reprezentant Hiszpanii w rozgrywanych w Londynie Letnich Igrzyskach Olimpijskich. Wystąpił we wszystkich spotkaniach swojej drużyny narodowej, zdobywając średnio 7 punktów, 2,1 zbiórki oraz 2,5 asysty na mecz. Hiszpanie zaś zdobyli wicemistrzostwo olimpijskie, po tym jak przegrali w finale z reprezentacją Stanów Zjednoczonych 107:100.
Sezon 2012/2013 Calderón zaczął jako rezerwowy. W rozgrywanym 7 listopada 2012 meczu z Oklahomą City Thunder Lowry doznał jednak kontuzji, na skutego czego powrócił on do pierwszego składu Raptors już w piątym meczu sezonu. Kilka dni później, w meczu z Indianą Pacers, Calderón zdobył 13 punktów, 10 asyst i 10 zbiórek, notując pierwsze w karierze triple-double. Lowry wrócił do gry pod koniec listopada, stając się ponownie pierwszym rozgrywającym Raptors. 10 grudnia znów doznał on kontuzji, na skutek czego Calderón powrócił do pierwszej piątki zespołu na kolejne 23 spotkania, notując w meczu przeciwko Houston Rockets drugie w karierze triple-double (16 punktów, 14 asyst i 10 zbiórek). Rozgrywany 28 stycznia 2013 mecz z Golden State Warriors był jego ostatnim w barwach Raptors, gdyż dwa dni później trafił w ramach trójstronnej wymiany do Detroit Pistons.

### 2013–2019
W barwach Pistons zadebiutował 4 lutego w spotkaniu z New York Knicks, zdobywając 15 punktów, trafiając 7 z 12 rzutów z gry, i notując trzy asysty.
Calderón w sezonie przewodził w całej lidze pod względem celności rzutów za trzy punkty (46,1%) i drugi pod względem wskaźnika asyst do strat (4,1).

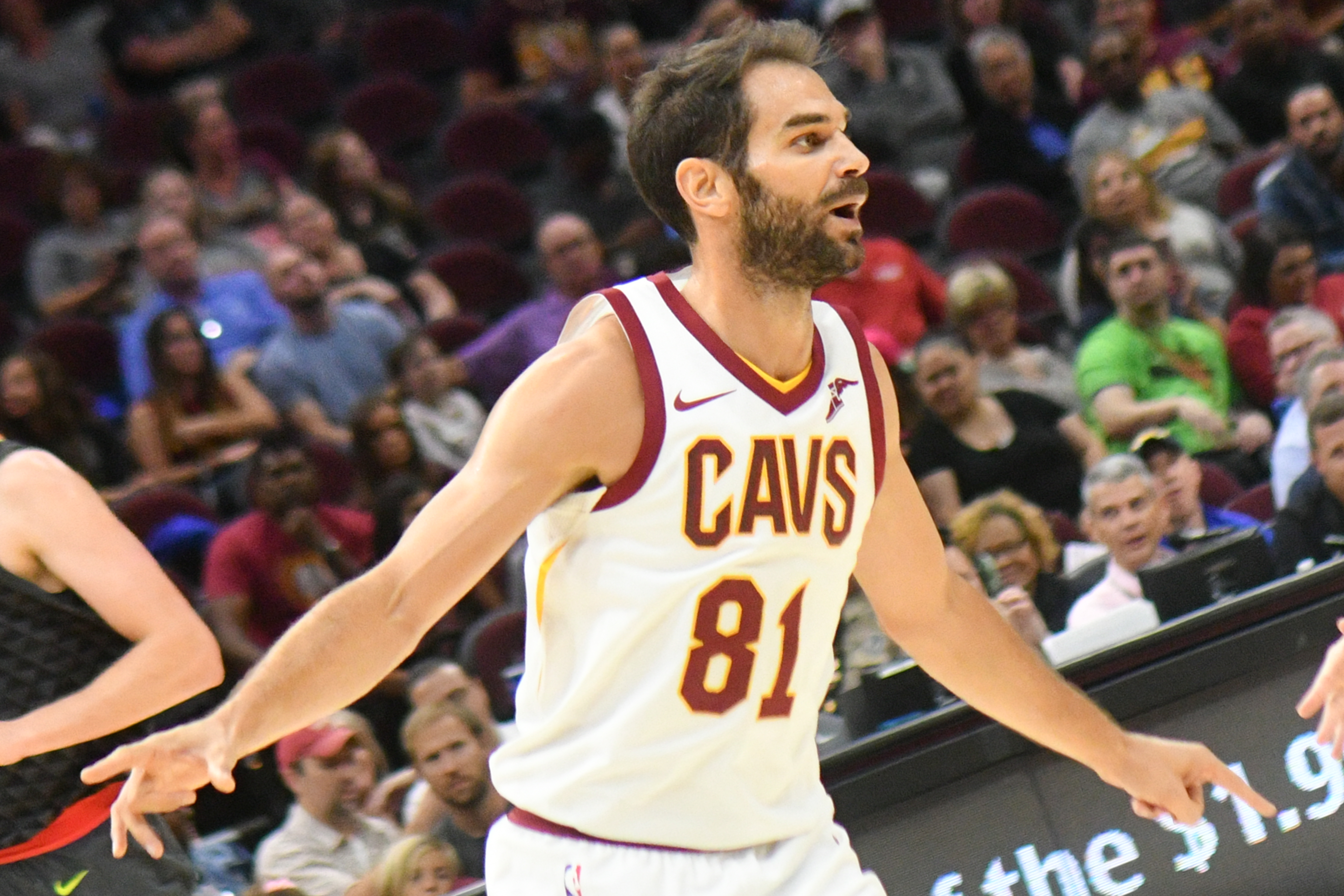
Calderón w 2017

11 lipca 2013, Calderón podpisał czteroletni, opiewający na 29 milionów dolarów, kontrakt z Dallas Mavericks.
Podczas Mistrzostw Europy 2013 Hiszpania z Calderónem w składzie zajęła trzecie miejsce.
25 czerwca 2014, wraz z Wayne’em Ellingtonem, Shane’em Larkinem, Samuelem Dalembertem i dwoma wyborami w drugiej rundzie draftu 2014, trafił do New York Knicks w zamian za Tysona Chandlera i Raymonda Feltona.
22 czerwca 2016 wraz z Robinem Lopezem oraz Jerianem Grantem trafił w ramach wymiany do Chicago Bulls, w zamian za Derricka Rose’a, Justina Holiday oraz wybór w drugiej rundzie draftu 2017. 7 lipca 2016 ponownie wziął udział w wymianie i trafił do wraz z dwoma wyborami w drugiej rundzie draftu trafił do Los Angeles Lakers, w zamian za prawa do Atera Majoka. 27 lutego 2017 został zwolniony przez klub.
1 marca 2017 podpisał umowę z Golden State Warriors do końca sezonu, po czym został zwolniony następnego dnia. 4 marca 2017 został powołany z listy zwolnionych przez klub Atlanty Hawks.
10 lipca 2017 został zawodnikiem Cleveland Cavaliers.
7 lipa 2018 zawarł po raz drugi w karierze kontrakt z Detroit Pistons.
4 listopada 2019 zakończył trwającą dwadzieścia lat karierę koszykarską. Po jej zakończeniu podjął pracę jako specjalny asystent dyrektora wykonawczego Związku Zawodowego Koszykarzy NBA.

## Osiągnięcia
Stan na 7 sierpnia 2019, na podstawie, o ile nie zaznaczono inaczej.

### Drużynowe
- Wicemistrz:
  - NBA (2018)
  - Euroligi (2005)
  - Hiszpanii (2005)
- Zdobywca Pucharu Hiszpanii (2004)
- Finalista Pucharu Hiszpanii (2003)
- 3. miejsce w Pucharze Hiszpanii (2005)
- 4. miejsce w Superpucharze Hiszpanii (2005)
- Uczestnik rozgrywek:
  - TOP 16 Euroligi (2003, 2004)
  - Pucharu Koracia (2002)
- Awans do ACB z klubem CB Lucentum Alicante (2000)

### Indywidualne
- MVP kolejki ACB (12 – 2000/01, 16 – 2003/04, 2,3 – 2004/05)
- Zaliczony do I składu Ligi ACB (2005)
- Lider:
  - NBA w:
    - skuteczności rzutów wolnych (2009)
    - skuteczności rzutów za 3 punkty (2013)
- Rekordzista wszech czasów NBA w skuteczności z rzutów wolnych (98,05%), uzyskanych w trakcie pojedynczego sezonu (2009).
- Debiutant Roku ACB (2001 według magazynu Gigantes del Basket)
- Największy Postęp ACB (2002 według magazynu Gigantes del Basket)
- Najlepszy rezerwowy ACB (2004 według magazynu Gigantes del Basket)
- Pierwszy hiszpański zawodnik w historii, który wygrał mecz play-off NBA

### Reprezentacja
- Mistrz:
  - świata (2006)
  - Europy (2011)
- Wicemistrz:
  - olimpijski (2008, 2012)
  - Europy (2003, 2007)
- Brązowy medalista:
  - mistrzostw Europy (2013)
  - olimpijski (2016)[153]
- Uczestnik:
  - igrzysk olimpijskich (2004 – 7. miejsce, 2008, 2012, 2016)
  - mistrzostw:
    - świata (2002 – 5. miejsce, 2006, 2014 – 5. miejsce)
    - Europy (2003, 2005 – 4. miejsce, 2007, 2011)
- Zaliczony do I składu najlepszych zawodników Eurobasketu (2007)

## Statystyki

### Statystyki w Lidze ACB
Na podstawie.

#### Sezon regularny
| Sezon   | Drużyna                | M  | S5 | MPG  | FG%   | 3P%   | FT%   | RPG | APG | SPG | BPG | PPG  |
| ------- | ---------------------- | -- | -- | ---- | ----- | ----- | ----- | --- | --- | --- | --- | ---- |
| 2000/01 | Lucentum Alicante      | 34 | –  | 25,3 | 46,6% | 35,8% | 64,9% | 2,3 | 1,4 | 1,3 | 0,3 | 8,6  |
| 2001/02 | Baloncesto Fuenlabrada | 32 | –  | 18,3 | 42,0% | 34,8% | 83,7% | 1,5 | 1,6 | 1,2 | 0,2 | 9,6  |
| 2002/03 | Saski Baskonia         | 32 | –  | 19,5 | 43,3% | 36,5% | 86,6% | 1,8 | 1,8 | 1,1 | 0,1 | 6,0  |
| 2003/04 | Baskonia               | 33 | –  | 20,5 | 53,0% | 36,2% | 82,5% | 2,8 | 2,2 | 1,3 | 0,2 | 7,6  |
| 2004/05 | Baskonia               | 32 | –  | 29,9 | 53,6% | 46,1% | 81,1% | 2,7 | 3,1 | 1,5 | 0,0 | 13,3 |

#### Faza play-off
| Sezon   | Drużyna                | M | S5 | MPG  | FG%   | 3P%   | FT%   | RPG | APG | SPG | BPG | PPG  |
| ------- | ---------------------- | - | -- | ---- | ----- | ----- | ----- | --- | --- | --- | --- | ---- |
| 2001/02 | Baloncesto Fuenlabrada | 3 | –  | 21,7 | 45,0% | 40,0% | 80,0% | 1,7 | 2,7 | 1,2 | 0,0 | 10,7 |
| 2002/03 | Saski Baskonia         | 5 | –  | 29,4 | 52,4% | 41,2% | 82,4% | 3,6 | 2,6 | 0,2 | 0,0 | 13,0 |
| 2003/04 | Baskonia               | 8 | –  | 22,0 | 49,2% | 34,8% | 75,0% | 1,6 | 1,5 | 1,3 | 0,1 | 9,4  |
| 2004/05 | Baskonia               | 8 | –  | 23,1 | 47,9% | 42,1% | 89,5% | 2,1 | 2,5 | 1,3 | 0,0 | 8,9  |

### Statystyki w Eurolidze
Na podstawie.
| Sezon   | Drużyna        | M  | S5 | MPG  | FG%   | 3P%   | FT%   | RPG | APG | SPG | BPG | PPG  |
| ------- | -------------- | -- | -- | ---- | ----- | ----- | ----- | --- | --- | --- | --- | ---- |
| 2002/03 | Saski Baskonia | 17 | –  | 21,5 | 47,8% | 40,6% | 87,5% | 2,4 | 1,4 | 1,1 | 0,1 | 7,5  |
| 2003/04 | Baskonia       | 19 | –  | 21,6 | 47,0% | 40,5% | 83,0% | 1,4 | 2,0 | 1,1 | 0,2 | 7,2  |
| 2004/05 | Baskonia       | 22 | –  | 26,8 | 49,4% | 42,1% | 84,1% | 3,4 | 2,6 | 1,5 | 0,0 | 11,6 |

### Statystyki w NBA
Na podstawie.

#### Sezon regularny
| Sezon   | Drużyna     | M   | S5  | MPG  | FG%   | 3P%   | FT%   | RPG | APG | SPG | BPG | PPG  |
| ------- | ----------- | --- | --- | ---- | ----- | ----- | ----- | --- | --- | --- | --- | ---- |
| 2005/06 | Toronto     | 64  | 11  | 23,2 | 42,3% | 16,3% | 84,8% | 2,2 | 4,5 | 0,7 | 0,1 | 5,5  |
| 2006/07 | Toronto     | 77  | 11  | 21,0 | 52,1% | 33,3% | 81,8% | 1,7 | 5,0 | 0,8 | 0,1 | 8,7  |
| 2007/08 | Toronto     | 82  | 56  | 30,3 | 51,9% | 42,9% | 90,8% | 2,9 | 8,3 | 1,1 | 0,1 | 11,2 |
| 2008/09 | Toronto     | 68  | 68  | 34,3 | 49,7% | 40,6% | 98,1% | 2,9 | 8,9 | 1,1 | 0,1 | 12,8 |
| 2009/10 | Toronto     | 68  | 39  | 26,7 | 48,2% | 39,8% | 79,8% | 2,1 | 5,9 | 0,7 | 0,1 | 10,3 |
| 2010/11 | Toronto     | 68  | 55  | 30,9 | 44,0% | 36,5% | 85,4% | 3,0 | 8,9 | 1,2 | 0,1 | 9,8  |
| 2011/12 | Toronto     | 53  | 53  | 33,9 | 45,7% | 37,1% | 88,2% | 3,0 | 8,8 | 0,9 | 0,1 | 10,5 |
| 2012/13 | Toronto     | 45  | 30  | 28,3 | 47,0% | 42,9% | 90,4% | 2,4 | 7,4 | 0,6 | 0,1 | 11,1 |
| 2012/13 | Detroit     | 28  | 28  | 31,7 | 52,7% | 52,0% | 89,3% | 2,5 | 6,6 | 1,1 | 0,1 | 11,6 |
| 2013/14 | Dallas      | 81  | 81  | 30,5 | 45,6% | 44,9% | 82,5% | 2,4 | 4,7 | 0,9 | 0,1 | 11,4 |
| 2014/15 | New York    | 42  | 42  | 30,2 | 41,5% | 41,5% | 90,6% | 3,0 | 4,7 | 0,7 | 0,0 | 9,1  |
| 2015/16 | New York    | 72  | 72  | 28,1 | 45,9% | 41,4% | 87,5% | 3,2 | 4,1 | 0,9 | 0,1 | 7,6  |
| 2016/17 | L.A. Lakers | 24  | 11  | 12,2 | 41,6% | 35,3% | 100%  | 1,8 | 2,1 | 0,3 | 0,0 | 3,3  |
| 2016/17 | Atlanta     | 17  | 2   | 14,5 | 40,4% | 26,7% | 87,5% | 1,9 | 2,2 | 0,2 | 0,0 | 3,6  |
| 2017/18 | Cleveland   | 57  | 32  | 16,0 | 50,3% | 46,4% | 80,0% | 1,5 | 2,1 | 0,5 | 0,0 | 4,5  |
| 2018/19 | Detroit     | 49  | 0   | 12,9 | 37,5% | 24,6% | 81,8% | 1,2 | 2,3 | 0,3 | 0,1 | 2,3  |
| Razem   |             | 895 | 591 | 26,4 | 47,2% | 40,7% | 87,3% | 2,4 | 5,8 | 0,8 | 0,1 | 8,9  |

#### Faza play-off
| Sezon | Drużyna   | M  | S5 | MPG  | FG%   | 3P%   | FT%   | RPG | APG | SPG | BPG | PPG  |
| ----- | --------- | -- | -- | ---- | ----- | ----- | ----- | --- | --- | --- | --- | ---- |
| 2007  | Toronto   | 6  | 1  | 24,3 | 50,7% | 25,0% | 83,3% | 1,7 | 5,3 | 0,8 | 0,0 | 13,0 |
| 2008  | Toronto   | 5  | 0  | 24,0 | 44,0% | 47,6% | 100%  | 3,6 | 7,0 | 0,2 | 0,0 | 11,8 |
| 2014  | Dallas    | 7  | 7  | 27,3 | 46,2% | 47,8% | 100%  | 1,3 | 4,4 | 0,1 | 0,0 | 10,3 |
| 2017  | Atlanta   | 6  | 0  | 12,5 | 47,8% | 33,3% | –     | 1,3 | 2,2 | 0,3 | 0,2 | 4,3  |
| 2018  | Cleveland | 13 | 3  | 8,0  | 34,6% | 22,2% | 100%  | 0,8 | 0,7 | 0,4 | 0,0 | 1,8  |
| 2019  | Detroit   | 3  | 0  | 3,3  | –     | –     | –     | 0,0 | 1,7 | 0,3 | 0,0 | 0,0  |
| Razem |           | 40 | 11 | 16,2 | 45,9% | 37,2% | 92,9% | 1,4 | 3,1 | 0,4 | 0,0 | 6,5  |

## Życie prywatne
W lipcu 2003 w Villanueva de la Serena wziął ślub ze swoją długoletnią partnerką Aną Hurtado. Małżonkowie mają trzech synów: Manuela (ur. 23 maja 2010), Jaime (ur. w 2012) oraz Gonzalo (ur. 20 maja 2014). Mieszka w Nowym Jorku.
W 2009 współprowadził działalność gospodarczą zajmującą się handlem organicznym mięsem.
W trakcie kariery koszykarskiej wielokrotnie angażował się w działalność UNICEF, uzyskując jako jeden z kilku koszykarzy tytuł ambasadora dobrej woli tej organizacji. Jest także ambasadorem organizacji Right to Play zajmującej się ochroną praw dzieci, przeciwdziałaniu chorobom jak AIDS, działaniami na rzecz równości płci oraz promowaniem zdrowego stylu życia, wykorzystując do tego w szczególności zajęcia sportowe.
Popularnie określany jest jako „Calde”  lub „Mister Catering”.